# Pasilobus antongilensis
Espèce
Pasilobus antongilensis est une espèce d'araignées aranéomorphes de la famille des Araneidae.

## Distribution
Cette espèce est endémique de Madagascar.

## Étymologie
Son nom d'espèce, composé de antongil et du suffixe latin -ensis, « qui vit dans, qui habite », lui a été donné en référence au lieu de sa découverte, la baie d'Antongil.

## Publication originale
- Emerit, 2000 : Contribution à l'étude des aranéides de Madagascar et des Comores: la sous-famille des Cyrtarachninae (Araneae, Araneidae). Revue arachnologique, vol. 13, p. 145-162.